# Championnat d'Allemagne de l'Ouest de hockey sur glace 1971-1972
Saison précédente Saison suivante
La saison 1971-1972 est la 14e saison du Championnat d'Allemagne de hockey sur glace depuis la création de la Bundesliga.

## Bundesliga
|    | Club             | PJ      | V       | D       | N       | BP      | BC      | Pts     |
| -- | ---------------- | ------- | ------- | ------- | ------- | ------- | ------- | ------- |
| 1. | Düsseldorfer EG  | 32      | 23      | 2       | 7       | 147     | 75      | 48:16   |
| 2. | EV Füssen        | 32      | 21      | 2       | 9       | 136     | 97      | 44:20   |
| 3. | SC Riessersee    | 32      | 20      | 1       | 11      | 148     | 107     | 41:23   |
| 4. | EC Bad Tölz      | 32      | 17      | 4       | 11      | 117     | 106     | 38:26   |
| 5. | EV Landshut      | 32      | 16      | 3       | 13      | 166     | 142     | 35:29   |
| 6. | Augsburger EV    | 32      | 13      | 2       | 17      | 119     | 125     | 23:41   |
| 7. | VfL Bad Nauheim  | 32      | 11      | 1       | 20      | 124     | 155     | 23:41   |
| 8. | ESV Kaufbeuren   | 32      | 8       | 2       | 22      | 102     | 160     | 18:46   |
| 9. | Krefelder EV     | 32      | 6       | 1       | 25      | 93      | 183     | 13:51   |
|    | Preussen Krefeld | Relégué | Relégué | Relégué | Relégué | Relégué | Relégué | Relégué |

### Bilan
Le Düsseldorfer EG est champion d'Allemagne de l'Ouest.

### Meilleurs joueurs

#### Meilleurs buteurs
| Joueur          | Club          | PJ | B  | A  | P  |
| --------------- | ------------- | -- | -- | -- | -- |
| Alois Schloder  | EV Landshut   | 30 | 29 | 22 | 51 |
| Anton Hofherr   | SC Riessersee |    | 28 | 18 | 46 |
| Erich Kühnhackl | EV Landshut   |    | 24 | 19 | 43 |

#### Meilleurs défenseurs
| Joueur         | Club          | B  | A  | P  |
| -------------- | ------------- | -- | -- | -- |
| Josef Golonka  | SC Riessersee | 22 | 14 | 36 |
| Rudolf Thanner | EV Füssen     | 12 | 12 | 24 |
| Josef Capla    | Augsburger EV | 10 | 14 | 24 |

### Effectif champion
| Champion d'Allemagne de l'Ouest Düsseldorfer EG | Gardiens de but : Rainer Makatsch, Manfred Fleischer Défenseurs : Harald Kadow, Otto Schneitberger, Rudolf Potsch, Erich Weide, Heiko Antons, Jürgen Schwer Attaquants : Sepp Reif, Petr Hejma, Vladimír Vacátko, Walter Stadler, Anton Pohl, Klaus Volland, Walter Köberle, Wolfgang Boos, Peter Müller, Erwin Zeidler, Hubert Engel Entraîneur en chef : Xaver Unsinn |

## Regionalliga